# Chwalibogowice
Chwalibogowice – wieś sołecka w Polsce, położona w województwie świętokrzyskim, w powiecie kazimierskim, w gminie Opatowiec.
W latach 1954–1959 wieś należała i była siedzibą władz gromady Chwalibogowice, po jej zniesieniu w gromadzie Opatowiec. W latach 1975–1998 miejscowość administracyjnie należała do województwa kieleckiego.
Na terenie miejscowości odkryto znaleziska z okresu neolitu. Odnaleziono tu także ślady wczesnośredniowiecznej osady.

## Integralne części wsi
| SIMC    | Nazwa               | Rodzaj    |
| ------- | ------------------- | --------- |
| 0257590 | Góry                | część wsi |
| 1016747 | Kolonia Kraśniowska | część wsi |
| 0257609 | Piachy              | część wsi |
| 0257615 | Podeksanie          | część wsi |
| 0257621 | Podgórze            | część wsi |
| 0257638 | Stara Wieś          | część wsi |

## Historia
Pierwsza wzmianka o miejscowości pochodzi z 1400 r. Wieś, zanotowana wówczas jako Falibogouice, była własnością Mikołaja Żelaznego ze Skotnik. W 1418 r. własność królewska. Lustracja województwa sandomierskiego z lat 1564-1565 wykazała tu 9 osiadłych kmieci, karczmę i młyn z dwoma kołami wodnymi. Kmiecie korzystali z wyrębu leśnego. W 1789 r. wieś należała do powiatu wiślickiego. Było tu wówczas 11 ról kmiecych, dwa młyny oraz karczma. Dwa dni w tygodniu chłopi odrabiali pańszczyznę z czworgiem bydła.
Według spisu z 1827 r. wieś miała 33 domy i 223 mieszkańców. Słownik geograficzny Królestwa Polskiego z 1880 r. opisuje Chwalibogowice jako wieś rządową w gminie Winiary Wiślickie. W miejscowości funkcjonowała szkoła podstawowa. Znajdowały się tu dwa młyny wodne.
Urodził się tu Seweryn Łukasik – polski lekarz, specjalista w dziedzinie chorób wewnętrznych i medycyny sportowej, profesor Akademii Medycznej we Wrocławiu. Autor ponad 150 prac naukowych, głównie z zakresu kardiologii.
W 1997 r. Chwalibogowice miały 61 domów i 165 mieszkańców.